# Bernardino Pecci
Bernardino Pecci (Siena, 10 maggio 1671 – 1º giugno 1736) è stato un vescovo cattolico italiano.

## Biografia
Nato a Siena il 10 maggio 1671 dal cavaliere Alessandro Pecci, nobile senese oriundo di Foiano della Chiana, fu professore di diritto all'università di Siena, finendo poi per interessarsi alle lettere e alla poesia. Tradusse in volgare e dette alle stampe l'agiografia di santa Caterina del beato Raimondo da Capua (1707) e compose discorsi morali, saggi di eloquenza, canzoni sacre e laiche, poesie in latino e in toscano che discuteva presso l'accademia degli Intronati, di cui era membro.
Fu canonico della collegiata di Santa Maria di Provenzano. Scrive lo storico Giovanni Antonio Pecci che il Pecci «benché con qualche ripugnanza, cagionata dalla di lui incomparabil modestia, fu obbligato dal granduca Cosimo III a accettare la mitra di questa chiesa [Grosseto]». Fu nominato vescovo di Grosseto il 15 dicembre 1710 e venne consacrato il 28 dicembre dal cardinale Ferdinando d'Adda e i vescovi Ferdinando Nuzzi e Giuseppe Olgiati.
Nel 1711 si ritrovò a dirimire un'accesa lite tra i francescani della chiesa di San Francesco e i parroci della città in materia di sepoltura dei defunti.
Durante il suo episcopato, nel 1716, fu chiuso il seminario vescovile di Grosseto, aperto con non poche difficoltà dal predecessore Giacomo Falconetti: il vescovo Pecci riuscì tuttavia ad accordarsi con l'Opera del duomo di Siena, affinché fossero stabiliti due posti presso il seminario senese per gli alunni provenienti dalla diocesi grossetana.
Morì il 1º giugno 1736 e fu sepolto presso la chiesa dei carmelitani scalzi di Siena.

## Opere
- La vita della serafica sposa di Gesù Cristo S. Caterina da Siena tradotta ora fedelmente dalla Leggenda latina che ne compilò il B. Raimondo da Capua suo confessore pel signor canonico Bernardino Pecci Accademico Intronato, Siena, tip. Bonetti-Girolamo Gigli (1707)[2]

## Genealogia episcopale
La genealogia episcopale è:
- Arcivescovo Dominic Maguire, O.P.
- Cardinale Ferdinando d'Adda
- Vescovo Bernardino Pecci